# راس تامبلین
راس تامبلین (انگلیسی: Russ Tamblyn؛ زادهٔ ۳۰ دسامبر ۱۹۳۴) یک هنرپیشه اهل ایالات متحده آمریکا است. وی از سال ۱۹۴۸ میلادی تاکنون مشغول فعالیت بوده‌است.
از فیلم‌ها یا برنامه‌های تلویزیونی که وی در آن نقش داشته است می‌توان به چگونه غرب تسخیر شد، داستان وست ساید، سامسون و دلیله، جنگوی آزادشده، هفت عروس برای هفت برادر، راندن، دیوانه تفنگ، توئین پیکس: با من بر آتش برو، پدر عروس، پسر ملوان اشاره کرد.